# Comuna de Odolanów
Odolanów (polaco: Gmina Odolanów) é uma gminy (comuna) na Polónia, na voivodia de Grande Polónia e no condado de Ostrowski. A sede do condado é a cidade de Odolanów.
De acordo com os censos de 2004, a comuna tem 13 825 habitantes, com uma densidade 101,6 hab/km².

## Área
Estende-se por uma área de 136,03 km², incluindo:
- área agricola: 71%
- área florestal: 21%

## Demografia
Dados de 30 de Junho 2004:
|                      | Total   | Total | Mulheres | Mulheres | Homens  | Homens |
| -------------------- | ------- | ----- | -------- | -------- | ------- | ------ |
|                      | pessoas | %     | pessoas  | %        | pessoas | %      |
| População            | 13 825  | 100   | 6920     | 50,1     | 6905    | 49,9   |
| Densidade (pop./km²) | 101,6   | 100   | 50,9     | 50,9     | 50,8    | 50,8   |

De acordo com dados de 2002, o rendimento médio per capita ascendia a 1479,65 zł.

## Subdivisões
- Baby, Boników, Garki, Gliśnica, Gorzyce Małe, Huta, Kaczory, Nabyszyce, Nadstawki, Raczyce, Świeca, Tarchały Małe, Tarchały Wielkie, Uciechów, Wierzbno.